# El teléfono del señor Harrigan
El teléfono del señor Harrigan (título original en inglés: Mr. Harrigan's Phone) es una película de intriga estadounidense dirigida y escrita por John Lee Hancock, basada en el cuento del mismo nombre de Stephen King, publicada en su colección de cuentos La sangre manda y es protagonizada por Donald Sutherland, Jaeden Martell, Kirby Howell-Baptiste y Joe Tippett.

## Argumento
Luego de la muerte de su madre, Craig se familiariza con un empresario jubilado, el señor John Harrigan, con instrucciones de simplemente leerle tres veces a la semana. A medida que pasan cinco años, un adolescente Craig y un anciano Harrigan se hacen amigos rápidamente, a pesar de que Harrigan muestra algunas tendencias antisociales. Durante este tiempo, Craig comienza la escuela secundaria y se vuelve relativamente cercano a su maestra, la señora Hart, quien acude en su ayuda cuando Kenny, un matón de la escuela, intenta intimidarlo. Después de ganar 3000 dólares de un boleto de lotería que le dio Harrigan y recibir su primer iPhone para Navidad, Craig también le compra uno a Harrigan, a pesar de que este primero muestra resistencia a las nuevas tecnologías.
Harrigan muere inesperadamente, dejando a Craig destrozado por la pérdida de su viejo amigo. En el funeral, Craig mete el teléfono de Harrigan en su traje. Luego, los asociados de Harrigan le informan que le dejaron un legado en el testamento de Harrigan y que recibirá 800.000 dólares en un fondo fiduciario, sabiendo que Craig quería ir a la universidad y ser escritor. Craig llama al teléfono de Harrigan como un pequeño gesto de agradecimiento y arrepentimiento. Sin embargo, a la mañana siguiente descubre que Harrigan le envió un mensaje de texto extraño. Su padre lo atribuye a que se trata de un error dentro del propio iPhone.
Craig intenta seguir adelante con su vida, yendo a un baile con una chica que le gusta, solamente para ser atacado por Kenny, quien acusa a Craig de hacer que lo expulsen de la escuela. Después de ser llevado a casa, Craig llama al teléfono de Harrigan en un ataque de frustración y tristeza y le dice que tiene "miedo de que esto no termine, y desearía que estuvieras aquí solo para darme un consejo". Kenny es encontrado muerto al día siguiente; supuestamente, se cayó de la ventana de su habitación tratando de escabullirse. Asustado por lo sucedido, Craig va a una tienda de Apple, cambia su teléfono por un modelo más nuevo y esconde el anterior.
Craig finalmente se gradúa de la escuela secundaria y se va a la universidad en Boston, preparándose para estudiar periodismo. Sin embargo, a mitad de camino, su padre lo llama para decirle que la señora Hart murió en un accidente automovilístico que involucró a un conductor ebrio, dejando a su prometido hospitalizado. Al conductor, Dean Whitmore, no se le imputan cargos por el accidente y, en cambio, es enviado a rehabilitación. Enfurecido por eso, Craig regresa a su habitación y usa su viejo teléfono para llamar a Harrigan, deseando la muerte de Whitmore. Después de un tiempo, Craig se entera de que Whitmore fue encontrado muerto en su ducha. Conduce hasta el centro de rehabilitación y soborna a un trabajador para obtener más detalles sobre el suicidio, revelando que Whitmore tragó champú y empujó un trozo de barra de jabón rota, el mismo jabón que usó la señora Hart, en su boca, antes de dejar una nota de suicidio, que es en realidad la letra de la canción «Stand by Your Man», de Tammy Wynette, un tono de llamada de Harrigan.
Craig se derrumba y regresa a su ciudad natal. A partir de ahí, ve que el "armario secreto" de Harrigan (adonde Harrigan se negó a dejar entrar a Craig) era en realidad un santuario para su madre fallecida. Visita la lápida de Harrigan, se disculpa por lo que hizo e incluso teoriza que los extraños mensajes de texto de Harrigan le están rogando a Craig para que su espíritu descanse en paz en el Cielo y para que Craig avance en el aquí y ahora. Cuando deja la tumba de Harrigan, Craig visita la tumba de su propia madre y se derrumba en lágrimas, suplicando perdón. Luego, Craig se apresura a ir a la cantera de la ciudad, primero con la intención de suicidarse antes de decidir arrojar su viejo teléfono al río. Mientras Craig se aleja, narra en voz baja que cuando él mismo muera y sea enterrado, quiere que sus bolsillos estén vacíos.

## Reparto
- Donald Sutherland como Sr. Harrigan
- Jaeden Martell como Craig Poole
- Colin O'Brien como Craig Poole (niño)
- Joe Tippett como Sr. Poole
- Kirby Howell-Baptiste como Victoria Hart
- Cyrus Arnold como Kenny Yankovich
- Thomas Francis Murphy como Pete Bostwick
- Peggy J. Scott como Edna Grogan
- Frank Ridley como el Reverendo Mooney
- Randy Kovitz como Chick Rafferty
- Conor William Wright como U-Boat
- Alexa Shae Niziak como Margie
- Thalia Torio como Regina
- Bennett Saltzman como Billy
- Chelsea Yakura-Kurtz como Joanna Poole
- Daniel Reece como Deane Whitmore

## Producción
El 10 de julio de 2020, Deadline Hollywood informó que Netflix había adquirido los derechos cinematográficos de Mr. Harrigan's Phone, que sería producida por Blumhouse Productions y Ryan Murphy, con John Lee Hancock escribiendo y dirigiendo la película.
El 1 de octubre de 2021, se informó que Donald Sutherland y Jaeden Martell habían sido elegidos como protagonistas de la película. Más tarde, en octubre, se informó que Kirby Howell-Baptiste y Joe Tippett también habían sido seleccionados para la película.
El 8 de octubre de 2021, se informó que la filmación había comenzado en Connecticut el 20 de octubre de 2021 y finalizó el 22 de diciembre de 2021.